# Gallina pintarazada
La gallina pintarazada es una raza aviar española autóctona de las comunidades autónomas de Castilla-La Mancha, Castilla y León y Extremadura, en un ámbito geográfico que engloba los municipios de la zona de Lagartera (Toledo), Arenas de San Pedro (Ávila) y Talayuela (Cáceres).
Se trata de una raza antigua que no está incluida en el Catálogo Oficial de Razas de Ganado de España del Ministerio de Agricultura, Pesca y Alimentación, por lo que no tiene reconocimiento oficial. Desde el año 1998 un grupo de criadores trabaja para el impulso y reconocimiento de la raza, y en 2019 se creó la Asociación de Criadores de la Gallina Pintarazada.
Se trata de una gallina de tipo mediterráneo, rústica, de tamaño mediano y con el gen mil flores. Sus características principales son cuello largo, pecho redondo y dorso largo plano. El peso en los machos es de entre 2,5 y 3 kg, mientras que en la hembra oscila entre 1,8 y 2,3 kg. Los huevos son de color crema con tonalidades.